# Катерина Ходкевич
Катери́на Вишневецька (бл. 1518 —бл.1580) — представниця українського магнатського роду Вишневецьких, меценатка.

## Життєпис
Походила зі впливового роду Вишневецьких. Донька князя Івана Вишневецького та Анастасії Олізарович. Здобула домашню освіту. 1536 року втратила матір. У 1537 році вийшла заміж за Григорія Ходкевича, представника впливового білоруського роду. Перебралася до Заблудова.
Була ревною прихильницею православ'я та друкарства. У 1543 році (можливо, 1536 року) отримала після смерті батька значну частину родинних маєтків своєї матері, ймовірно, відповідно до заповіту останньої. Тут сприяла створенню друкарні. Водночас доручила чоловікові судитися з Костянтином та Іллею Острозькими за свої спадкові володіння.
Разом з чоловіком підтримувала Івана Федорова в облаштуванні друкарні у 1569—1570 роках. Відомий примірник львівського «Апостола» з великим вкладним записом Катерини Вишневецької-Ходкевич до Супрасльського Благовіщенського монастиря. Запис датується 11 грудня 1575 року: Катерина укладає книжку на згадку про чоловіка Григорія Ходкевича та синів Андрія та Олександра Ходкевичів. Можливо, Катерина Вишневецька отримала «Апостол» безпосередньо від самого І. Федорова.
У 1572 році стала удовою. Основну увагу присвятила вихованню дітей, влаштуванню їхніх шлюбів зі впливовішими родами Великого князівства Литовського. Пережила обох синів. Померла 1579 або 1580 року в Супраслі або Заблудові.

## Родина
Чоловік — Григорій Ходкевич
Діти:
- Олександра (бл. 1538—1570), дружина Романа Сангушка, польного гетьмана Литовського
- Ганна (бл. 1540-після 1595), дружина: 1) Павла Сапєги, київського каштеляна; 2) Павла Пац, віленського каштеляна
- Софія (бл. 1546-після 1597), дружина: 1) Януша Заславського; 2) Філона Кміти, воєводи смоленського
- Андрій (1549—1575), подстолій литовський 1566 року, староста могильовський (1574—1575)
- Олександр (1550—1578), староста гродненський (1572—1578), могильовський (1575—1578)